# 田中史朗
田中 史朗（たなか ふみあき、1985年〈昭和60年〉1月3日 - ）は、ジャパンラグビーリーグワンのNECグリーンロケッツ東葛に所属しているラグビーユニオン選手。2011・15・19年ワールドカップ日本代表。日本人で初めてスーパーラグビーと契約し、ハイランダーズで4シーズンプレーした。

## プロフィール
- 京都府出身
- 京都市立上鳥羽小学校卒業、京都市立洛南中学校卒業[2]
- ポジションはスクラムハーフ(SH)。
- 身長166cm、体重72kg。
- 日本代表キャップは75。（2019年10月現在）
- 趣味はUFOキャッチャー
- 座右の銘は信は力なり。
- ニックネームはジャック、フーミン、フミ。
- 夫人は元実業団バドミントン選手（元三洋電機）であり[3]、女優の酒井若菜は夫人の親類に当たる[4]。

## 略歴
伏見工業高校1年の時に全国高校ラグビーで優勝を経験する。京都産業大学（京産大）を経て、2007年に三洋電機ワイルドナイツ（現埼玉パナソニックワイルドナイツ）に加入する。2006年度の大学選手権において、9年ぶりに京産大が同大会の準決勝へと進出したが、その立役者の一人となった。
三洋電機では、加入1年目よりレギュラーポジションの座を獲得した。2007年度シーズンにおける、ジャパンラグビートップリーグのレギュラーシーズン13戦全勝に貢献し、同リーグの同年度新人賞を獲得し、さらに同年にトップリーグベスト15を受賞した。また日本選手権では、三洋電機の連覇（2007、2008の各年度）に貢献した。
2008年、日本代表に選出され、同年5月3日に行われたHSBCアジア5カ国対抗における対アラビアンガルフ代表戦が初のキャップ試合となった。
2011年、ラグビーワールドカップ2011の日本代表に選出された。 なおワールドカップでは3試合に出場した。
2012年10月27日、南半球3カ国のプロチームが競う世界最高峰の「スーパーラグビー」に所属するハイランダーズへの入団が発表された。これは日本人として初の快挙である。なお、パナソニックでの活動は継続している。
2014年、125周年を迎えたバーバリアンズのメンバーに選ばれ出場した。日本人としてバーバリアンズに選ばれるのは3人目である。
2015年、ハイランダーズがプレーオフ決勝でハリケーンズを破り、優勝したことで日本人選手として初めてスーパーラグビーの栄冠を得た。また同年8月にはラグビーワールドカップ2015の日本代表に選ばれる。
2019年、キヤノンイーグルスに加入。また同年8月、ラグビーワールドカップ2019の日本代表に選出された。
2021年8月30日、キヤノンイーグルスの退団が発表された。9月9日、NECグリーンロケッツ東葛に所属することが発表された。
2024年4月24日、JAPAN RUGBY LEAGUE ONE2023-24シーズン終了後に現役引退する事を発表した。

## 経歴
- 2000年～2003年 伏見工ラグビー部
- 2003年～2007年 京都産業大学ラグビー部
- 2007年～2019年 三洋電機ワイルドナイツ・パナソニックワイルドナイツ
- 2013年～2016年 ハイランダーズ（スーパーラグビー）
- 2014年、バーバリアンズ
- 2017年〜2019年 サンウルブズ（スーパーラグビー）
- 2019年～2021年 キヤノンイーグルス
- 2021年〜 NECグリーンロケッツ東葛

## 獲得タイトル
伏見工業高校時代
- 第80回全国高等学校ラグビーフットボール大会優勝

パナソニック時代
- 日本選手権優勝：2007年度、2008年度、2009年度、2013年度
- トップリーグプレーオフ優勝：2010年度、2013年度、2014年度

ハイランダーズ時代
- スーパーラグビープレーオフ優勝：2015年度

## テレビ出演
- Going!Sports&News（2011年6月25日、2013年6月8日、日本テレビ）
- ラグマヨ！ラグビー日本代表応援宣言（2011年4月24日・5月29日・6月26日・8月28日、日本テレビ）
- NEWS ZERO（2011年8月30日・9月8日、日本テレビ）
- ZIP!（2011年9月9日、日本テレビ）
- ラグビーウィークリー（2013年1月14日、BS朝日）「ワイルドな奴 #14」
- みらいのつくりかた（2013年1月17日、テレビ東京）
- アスリートの魂（2013年5月2日、NHK総合）
- GET SPORTS（2014年2月17日、テレビ朝日）
- 挑戦者たち海を渡ったアスリートの熱き思い（2015年3月30日、BS朝日）
- しゃべくり007（2019年4月22日、日本テレビ）
- 踊る!さんま御殿!!（2019年6月18日、日本テレビ）
- くりぃむしちゅーの!THE☆レジェンド第10弾（2019年11月4日、日本テレビ）
- はじめてのおつかい！2020年 爆笑！30年記念スペシャル 息子の真央くんと出演 (2020年1月11日、日本テレビ)